# Cuida de Mim (canção)
"Cuida de Mim" é uma canção da cantora brasileira Wanessa Camargo que faz parte de seu nono album de estúdio Universo Invertido. Foi lançada em 22 de novembro de 2019.

## Antecedentes e composição
Wanessa anunciou a canção pelas redes sociais junto com a capa do single.
A música é composta por Zezé Di Camargo, Wanessa e Liah Soares e produzida por César Lemos.

## Vídeo musical
O vídeo musical foi lançado junto com o single em 22 de novembro. Wanessa divide as cenas do videoclipe com os bailarinos Ygor Zago e Patrícia Rodrigues, que aparecem numa praia fazendo coreografias de dança contemporânea.

## Créditos
Créditos adaptados do Tidal.
- Liah Soares - compositora
- Wanessa Camargo - compositora
- Zezé Di Camargo - compositor